# Othresypna distincta
Othresypna distincta är en fjärilsart som beskrevs av John Henry Leech 1889. Othresypna distincta ingår i släktet Othresypna och familjen nattflyn. Inga underarter finns listade i Catalogue of Life.